# Ellis Glacier
Ellis Glacier är en glaciär i Antarktis. Den ligger i Östantarktis. Norge gör anspråk på området. Ellis Glacier ligger 1 298 meter över havet.
Terrängen runt Ellis Glacier är kuperad österut, men västerut är den platt. Trakten är obefolkad. Det finns inga samhällen i närheten. 